# Dosser fractal

Dosser fractal generat amb un angle de i una raó de 0,75

En geometria, un dosser fractal, també anomenat arbre fractal, és un dels tipus de fractal més senzills de generar. Consisteix en prendre un segment, bifurcar-lo en un dels seus extrems unint-lo amb dos segments més petits, bifurcar al seu torn aquests dos segments més petits i així indefinidament. La figura obtinguda varia segons l'angle entre els segments adjacents concurrents i la relació entre longituds de segments successius.
Un dosser fractal ha de complir aquestes tres propietats:
- L'angle traçat entre dos segments units és el mateix a tot el fractal.
- La raó entre les longituds de dos segments units és constant.
- Els punts en els extrems dels segments més curts estan interconnectats.

El sistema pulmonar dels humans és semblant a un dosser fractal, igual que els arbres, els vasos sanguinis, la digitació viscosa, els espurnejos elèctrics i els cristalls amb una velocitat de creixement adequada de la llavor.

## Vegeu també

Arbre-H
Corba de Gosper
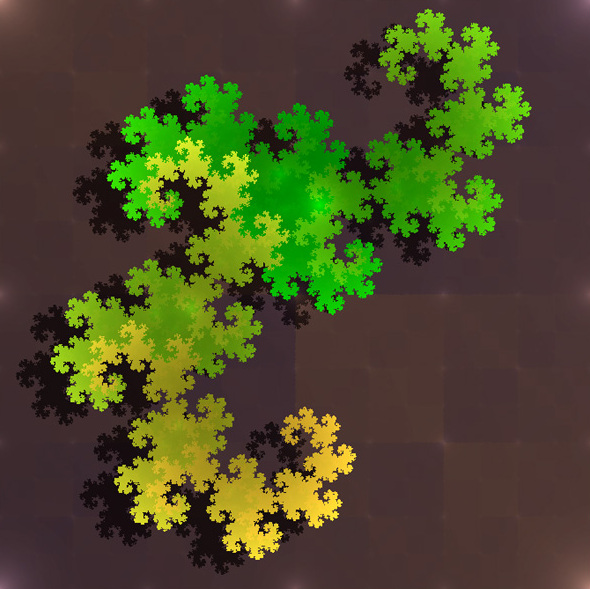
Corba del drac
Floc de neu de Koch
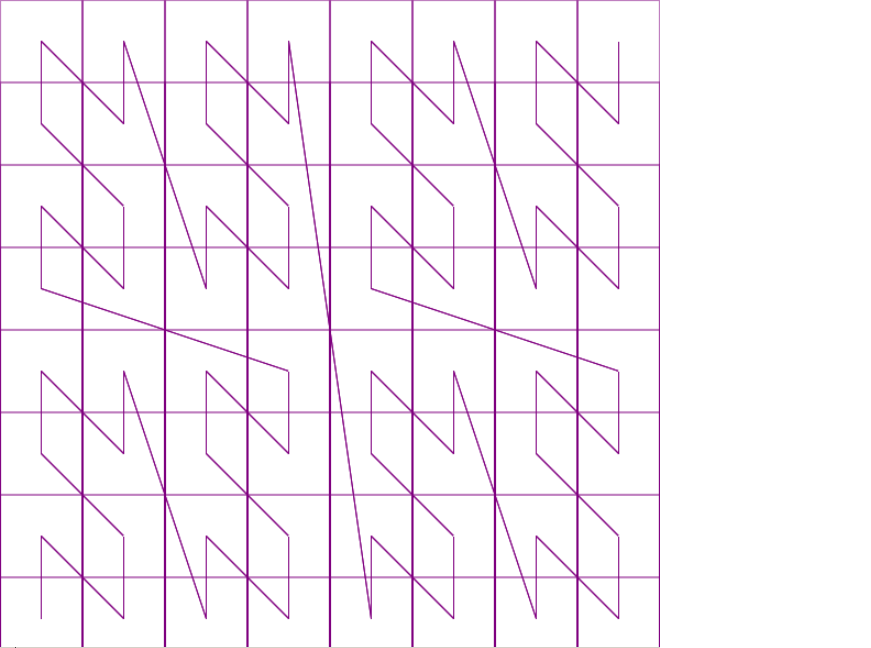
Corba de Lebesgue